# PIEZO2
PIEZO2是指Piezo-type mechanosensitive ion channel component 2 ，該通道是蛋白質，在人類基因中由PIEZO2基因所編碼。

## 名字
「Piezo」來自希臘語「piesi」，意思是「壓力」。

## 外部鏈接
- 醫學主題詞表（MeSH）：Vanilloid+receptors